# Helena West Side (Montana)
Helena West Side es un lugar designado por el censo ubicado en el condado de Lewis and Clark en el estado estadounidense de Montana. En el Censo de 2010 tenía una población de 1637 habitantes y una densidad poblacional de 43,81 personas por km².

## Geografía
Helena West Side se encuentra ubicado en las coordenadas 46°36′20″N 112°6′26″O / 46.60556, -112.10722. Según la Oficina del Censo de los Estados Unidos, Helena West Side tiene una superficie total de 37.37 km², de la cual 37.3 km² corresponden a tierra firme y (0.17%) 0.06 km² es agua.

## Demografía
Según el censo de 2010, había 1637 personas residiendo en Helena West Side. La densidad de población era de 43,81 hab./km². De los 1637 habitantes, Helena West Side estaba compuesto por el 94.75% blancos, el 0.37% eran afroamericanos, el 2.32% eran amerindios, el 0.24% eran asiáticos, el 0% eran isleños del Pacífico, el 0.12% eran de otras razas y el 2.2% pertenecían a dos o más razas. Del total de la población el 2.26% eran hispanos o latinos de cualquier raza.